# ویلمور (کنتاکی)
ویلمور (به انگلیسی: Wilmore) شهری در ایالت کنتاکی کشور ایالات متحده آمریکا است که جمعیت آن در سرشماری سال ۲۰۱۰ میلادی، ۳٬۶۸۶ نفر بوده‌است.